# Park Sandara
Park Sandara (박산다라?, Bak SandaraLR, Pak SantaraMR; Pusan, 12 novembre 1984) è una cantante, attrice e conduttrice televisiva sudcoreana naturalizzata filippina.
Dal 2009 al 2016 è stata membro del gruppo femminile sudcoreano 2NE1

## Biografia
Sandara Park è nata il 12 novembre 1984 nel distretto di Busanjin, Pusan, Corea del Sud. Il suo insolito nome di tre sillabe significa "saggia e intelligente" ed è basato sul soprannome d'infanzia del generale del VII secolo Kim Yu-sin. Ha due fratelli: Thunder, ex membro della boy group K-pop MBLAQ, e una sorella minore di nome Durami. Oltre al coreano, parla correntemente anche il tagalog e l'inglese.
La famiglia di Park si è trasferita a Daegu nel 1993. Tuttavia, il padre di Park non riuscì a sbarcare il lunario e la famiglia si trasferì nelle Filippine nella speranza di ricostruire la sua carriera. Secondo Park, all'inizio si sentiva sola nelle Filippine perché non parlava correntemente il filippino, la lingua nazionale, e la sua pronuncia non era buona. In seguito ha dichiarato di aver lavorato duramente per correggere la sua pronuncia nella speranza di diventare un giorno una celebrità, un sogno che covava da quando aveva ascoltato per la prima volta la boy band K-pop Seo Taiji and Boys nel 1992.

## Carriera

### 2004–2008: inizi
Alla fine del 2003, Park ha incontrato l'attrice filippina Pauleen Luna, che l'ha incoraggiata a fare un provino per Star Circle Quest, un programma televisivo di ricerca di talenti su ABS-CBN. Nel corso della stagione, Park è sfuggita più volte all'eliminazione e ha raggiunto i dieci concorrenti finali. Durante l'ultimo turno di eliminazione, Park ha ricevuto circa mezzo milione di voti via SMS e si è classificata al secondo posto, dietro a Hero Angeles. Durante tutta la durata del programma, ha ottenuto un totale di circa due milioni di voti.
Dopo lo show, Park ha firmato un contratto con la sussidiaria di ABS-CBN, Star Magic. Nel 2004 ha recitato nel suo primo film, la commedia romantica Bcuz of U, al fianco di Hero Angeles. Per la sua interpretazione, Park ha vinto il premio come miglior nuova attrice alla ventunesima edizione dei PMPC Star Award for Movies. Park e Hero Angeles hanno collaborato di nuovo per il film Can This Be Love del 2005, che ha incassato quasi 100 milioni di pesos. Il suo terzo film è stato D' Lucky Ones del 2006, in cui era in coppia con l'ex allievo di Star Circle Quest Joseph Bitangcol. Nello stesso anno, il suo quarto film, Super Noypi, è stato proiettato a dicembre e ha partecipato ufficialmente al 32° Metro Manila Film Festival.
Park ha anche intrapreso una carriera musicale nelle Filippine che ha portato all'uscita del suo primo album autoprodotto di sei tracce, Sandara, che includeva la hit novelty dance In or Out, una canzone che parodiava le sue esperienze in Star Circle Quest. L'album ha venduto oltre 100.000 copie fisiche, diventando così l'unico album di un artista sudcoreano ad essere certificato disco di platino dalla Philippine Association of the Record Industry. La cantante tornò in Corea del Sud insieme alla madre e ai fratelli il 1º agosto 2007, con l'intento di iniziare una nuova vita. Il giorno dopo, 2 agosto 2007, fu contattata dalla YG Entertainment con la quale firmò subito un contratto.
Come membro degli artisti della YG Entertainment, inizialmente Sandara continuò a lavorare come attrice, recitando in The Return of Ijimae ed in un video musicale della cantante Gummy, I'm Sorry. Solo successivamente venne sottoposta ad addestramento musicale, e divenne parte integrante della schiera di artisti di successo della casa discografica, insieme a Big Bang, Gummy, SE7EN, Jinusean, Lexy e 1TYM. Il fratello minore di Sandara, Sang Hyun, ha debuttato nel mondo musicale all'inizio di ottobre 2009, come rapper e ballerino nella boy band MBLAQ, che lavora per la casa discografica J.Tune Entertainment di Rain.

### 2009–2013: debutto con le 2NE1

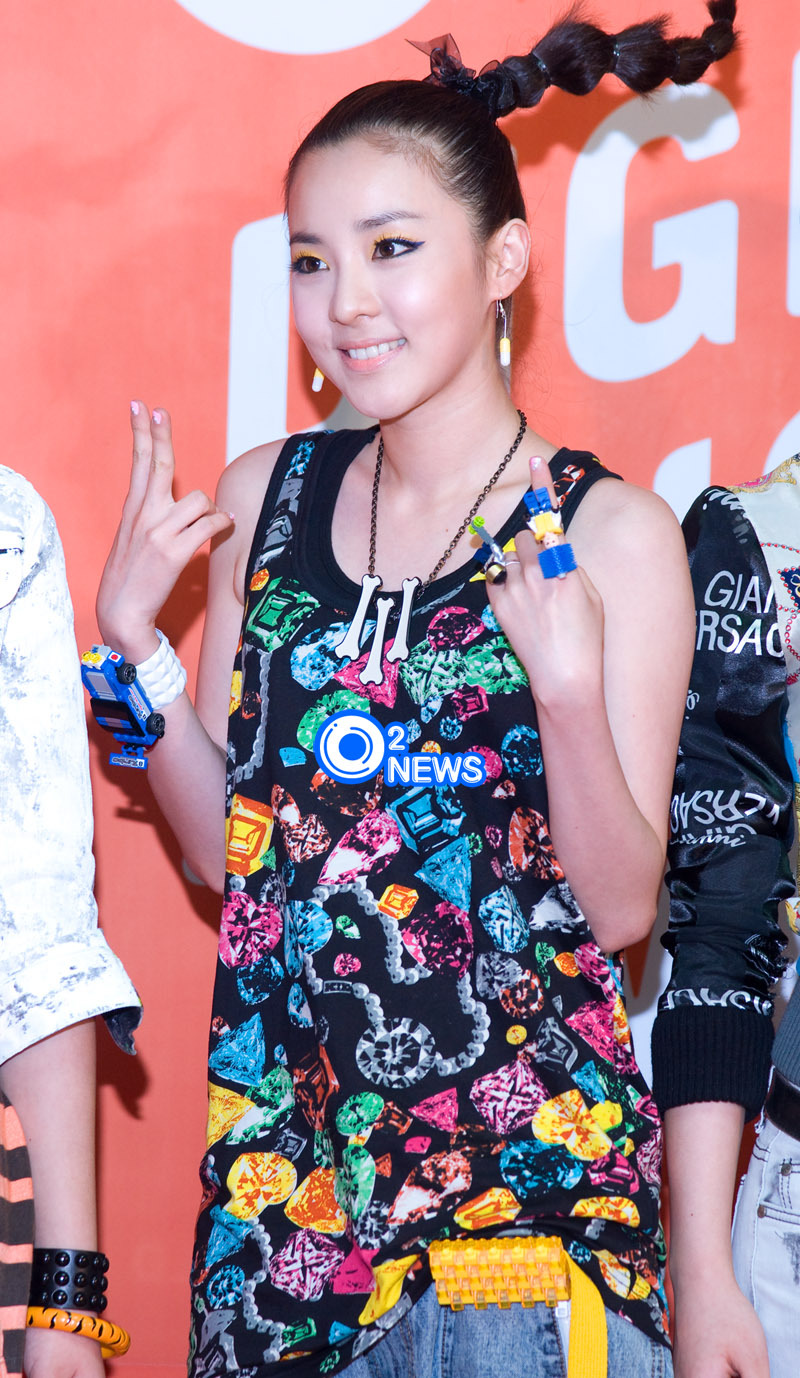
Sandara nel 2009

All'inizio del 2009, la casa discografica YG Entertainment annunciò che un nuovo gruppo femminile composto da quattro membri avrebbe debuttato a maggio dello stesso anno. Successivamente, la compagnia discografica dichiarò che i membri del gruppo si stavano sottoponendo ad un addestramento musicale da quattro anni, e che il primo singolo che avrebbero pubblicato sarebbe stato prodotto dal leader dei 1TYM, Teddy Park. Il nome del gruppo avrebbe dovuto inizialmente essere "21", tuttavia essendo già presente una cantante con lo stesso nome, quello del gruppo fu velocemente cambiato in "2NE1" (da leggersi in inglese "To Anyone" o "Twenty-One").
Park ha assunto il nome d'arte Dara e, insieme a Bom, CL e Minzy, ha debuttato con il girl group nel 2009. Il gruppo ha collaborato con i compagni di etichetta Big Bang per il singolo promozionale Lollipop, prima di debuttare ufficialmente con il loro primo singolo Fire. Nello stesso anno, il gruppo ha pubblicato il suo primo EP, 2NE1, e ha ottenuto un successo significativo con il singolo I Don't Care, che ha vinto il premio di canzone dell'anno agli Mnet Asian Music Awards 2009.
Lo stesso anno, Park ha fatto il suo debutto da solista. Ha partecipato al singolo Hello dell'album Heartbreaker di G-Dragon, membro dei Big Bang, e successivamente ha pubblicato il suo primo singolo da solista, Kiss, che vedeva la partecipazione di CL, membro delle 2NE1, come rapper. La canzone è stata utilizzata in un video di promozione di Cass Beer, di cui Park è stata protagonista insieme all'attore Lee Min-ho. Il video è diventato famoso per una scena di bacio tra i due interpreti e il singolo ha raggiunto la vetta delle classifiche musicali sudcoreane. Park ha collaborato nuovamente con un membro dei Big Bang nel 2010, quando è apparsa come protagonista femminile nel video musicale di I Need A Girl di Taeyang.
Durante questo periodo, le 2NE1 hanno continuato a pubblicare album e canzoni di successo, tra cui I Am the Best (2011), I Love You (2012) e Falling in Love (2013), che ha raggiunto la vetta delle classifiche in Corea del Sud e ha reso il gruppo il secondo artista sudcoreano dopo Psy a raggiungere la vetta della Billboard World Digital Songs degli Stati Uniti. A seguito della crescente fama delle 2NE1, i precedenti film filippini di Park, Bcuz of U, Can This Be Love e D' Lucky Ones, sono stati proiettati in Corea del Sud nel 2012.

### 2014-2015: il ritorno nelle Filippine, ritorno da attrice eSugar Man
Nel maggio 2014, la ABS-CBN ha annunciato che Park sarebbe stata ospite del Pinoy Big Brother, scatenando una frenesia sui social media e dominando i trending topic di Twitter sia nelle Filippine che nel resto del mondo. Ha partecipato come guest-star allo show il 15 maggio e successivamente è apparsa come ospite della casa come celebrità nella trasmissione All In Über, durante l'episodio in diretta.
Tornata in Corea del Sud, Park ha sostituito la cara amica Yoo In-na come DJ del suo programma radiofonico Let's Crank Up the Volume da maggio a giugno a causa di problemi di programmazione. Più tardi, nel corso dell'anno, Park ha fatto un'apparizione a sorpresa come attrice di punta nell'ultimo episodio dell'apprezzatissimo drama coreano My Love from the Star. Il 12 novembre 2014, BeFunny Studios ha pubblicato senza preavviso una mini serie web in tre parti con protagonisti Park Sandara e Steven Yeun di The Walking Dead, intitolata What's eating Steven Yeun. Park ha interpretato il ruolo della fidanzata americana di Steven Yeun che viene lasciata indietro mentre il suo ragazzo persegue una carriera nel mukbang, una popolare trasmissione internet coreana in cui persone generalmente attraenti vengono pagate per mangiare davanti a una webcam. Lo sketch comico è diventato virale e ha raggiunto oltre un milione di visualizzazioni nei pochi giorni successivi all'uscita.
Nel 2015, sette anni dopo il suo ultimo ruolo da attrice, Park è tornata sul piccolo schermo con il web-drama Dr. Ian, recitando accanto a Kim Young-kwang. Le aspettative erano alte, dato che la serie vedeva Park nel suo primo ruolo da protagonista dopo il suo ritorno in Corea del Sud, insieme al coinvolgimento del regista Kwon Hyeok-chan, già direttore di altre serie tv come Secret Garden e Master's Sun. La serie ha goduto di una popolarità globale, non solo in Corea ma anche negli Stati Uniti, a Taiwan e in Thailandia, superando le 500.000 visualizzazioni entro tre giorni dalla messa in onda. In seguito a ciò, Park è stata riconosciuta come la prima attrice a vincere il premio di "Miglior Attrice" al K-web Festival per la sua interpretazione.
Lo stesso mese, Park ha partecipato allo stage dei compagni di etichetta Jinusean per il loro singolo Tell Me, su You Hee-yeol's Sketchbook. La sua performance naturale ha impressionato il gruppo e ha portato a una seconda collaborazione, avvenuta nel singolo di ritorno del duo intitolato Tell Me One More Time al posto della cantante originale Jang Hana nel programma Music Bank della KBS2 il 1º maggio. Park ha poi ottenuto il suo secondo ruolo da protagonista in We Broke Up, un web-drama basato sull'omonimo web-toon. Ha interpretato il ruolo di Noh Woo-ri, una ragazza ottimista e brillante che si prepara a trovare un lavoro. Presentata a giugno, la serie è stata un successo, diventando il quarto web-drama più visto su Naver con 16 milioni di visualizzazioni. Vista l'accoglienza positiva, il 17 agosto il cast ha tenuto un "mini concerto" personale. Park ha anche fatto un cameo nella serie televisiva The Producers, interpretando un membro fittizio del cast del programma di varietà 2 Days & 1 Night insieme alla co-star di We Broke Up, Kang Seung-yoon.
Il 15 settembre 2015, Park è stata scritturata al fianco della star di Goong Kim Jeong-hoon in Missing Korea, una commedia romantica ambientata in un anno immaginario, il 2020, in cui il Nord e il Sud stanno lavorando per l'unificazione attraverso scambi non governativi e cooperazione economica, che portano al primo "concorso congiunto Nord-Sud di Miss Corea". Sebbene quest'ultima serie non abbia avuto lo stesso successo sul mercato globale dei suoi precedenti web-drama, Park ha ricevuto un riconoscimento come attrice e si è guadagnata un'altra nomination come "Miglior Attrice" al K-web Festival del 2016, diventando la prima idol trasformata in attrice a ricevere una candidatura per il premio negli anni successivi.
In seguito, Park è entrata a far parte del varietà Sugar Man della JTBC dal 2015 al 2016, insieme a Yoo Jae-suk, You Hee-yeol e Kim Eana come co-conduttrice. Il primo episodio è stato trasmesso il 20 ottobre. Il team di produzione ha dichiarato: "Pensiamo che Sandara Park abbia una forza unica che racchiude le emozioni delle giovani generazioni e i ricordi delle vecchie generazioni. Prevediamo che irradierà attivamente un fascino nuovo e mai visto prima". Grazie al suo coinvolgimento come direttrice delle pubbliche relazioni della YG Entertainment, artisti come AKMU, Winner, Ikon e Lee Hi hanno potuto esibirsi nello show e, durante un episodio in cui non era presente, l'amica e collega attrice Yoo In-na l'ha sostituita.

### 2016-presente: scioglimento delle 2NE1, debutto nel cinema nazionale e nuova agenzia
Park ha iniziato il 2016 con un'apparizione speciale nel drama More Happy Ending su MBC, nei panni di un'amata ma viziata star di un popolare girl group. Il produttore del drama ha espresso la difficoltà di trovare un'attrice che potesse interpretare il ruolo, poiché la bellezza del personaggio doveva mettere in ombra i personaggi interpretati da attrici come Yoo In-na, Jang Na-ra, Yoo Da-in e Seo In-young. È stato grazie a Yoo In-na che i produttori sono entrati in contatto con Park e la questione è stata risolta. Park ha anche partecipato al singolo promozionale Loving U come parte della colonna sonora del drama. Park è stato ufficialmente promosso da responsabile delle pubbliche relazioni della YG Entertainment a regista. Park è poi entrata a far parte della giuria del reality show di ABS-CBN Pinoy Boyband Superstar, accanto alle top star filippine Yeng Constantino, Vice Ganda e Aga Muhlach. Lo show si basa sul format creato da Simon Cowell ed è stato trasmesso per la prima volta negli Stati Uniti attraverso La Banda. Lo show ha debuttato il 10 settembre ed è diventato il programma più visto del fine settimana e il secondo programma più visto a livello nazionale. Poiché lo show era ancora in corso di riprese il giorno dopo l'annuncio dello scioglimento delle 2NE1, Park è stata la prima a rispondere dopo l'evento, consegnando una lettera scritta a mano in inglese ai fan il 26 novembre 2016 e permettendo loro di caricarne il contenuto a suo nome. La YG ha inoltre rivelato che Park e CL avevano firmato contratti da solisti, alludendo alla partenza di Park Bom dalla compagnia.

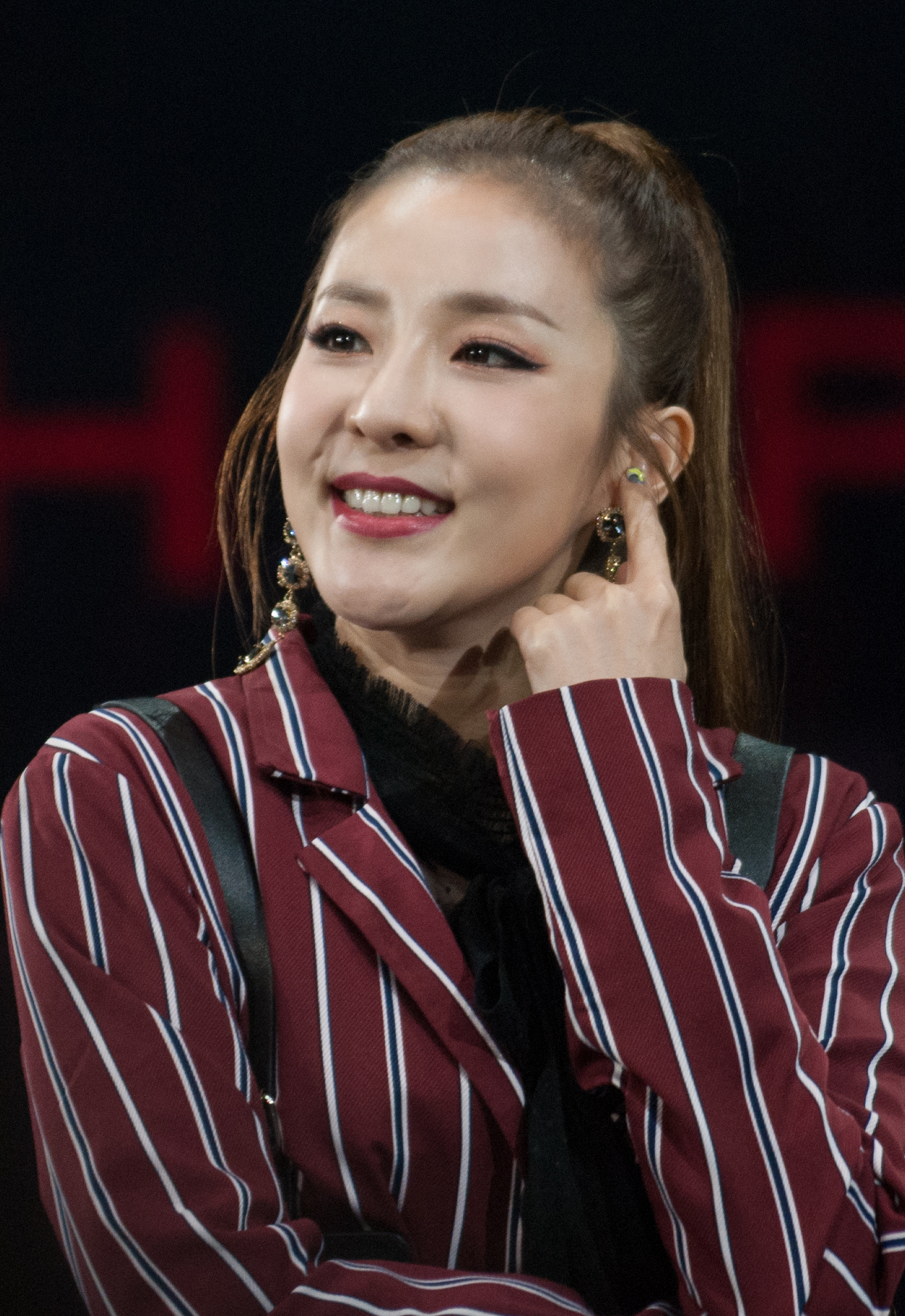
Sandara Park nel 2018

Nel 2017, Park è diventata la conduttrice del programma di bellezza Get It Beauty di OnStyle, insieme a Lee Hanee e Kim Se-jeong delle Gugudan. Park ha poi recitato accanto ad Han Jae-suk nel suo film di debutto nazionale One Step. Presentato come il remake coreano di Begin Again, l'attrice interpreta Si-hyun, una commessa di un minimarket che cerca una misteriosa melodia che sente ogni notte nei suoi sogni, e incontra il produttore di un programma di trasmissione su Internet che cerca di aiutarla a scoprire la musica. Il film è stato presentato in anteprima in Corea del Sud il 6 aprile 2017 ed è stato trasmesso il 10 maggio nelle Filippine. L'attrice ha ricevuto gli elogi del regista, Jeon Jae-hong, che ha notato che ha avuto una sola ripresa durante il processo di riprese grazie alla sua professionalità. Park ha partecipato a un altro progetto di OnStyle intitolato Relationship Appeal, in cui ha esaminato argomenti di tendenza e viaggi in luoghi turistici popolari. Le polemiche sono sorte quando sono stati fatti commenti scortesi nei confronti di Park durante il programma della MBC SeMoBang : All Broadcasting in the World, in collaborazione con il team di varietà mobile Piki Pictures, "This is Real". Il concetto era che i protagonisti dovevano "ascoltare" le critiche costruttive dei netizen di tutti i giorni (scelti dal team di This is Real) separando i due gruppi con un sottile muro. I telespettatori che hanno seguito il programma hanno criticato la selezione delle squadre e hanno espresso disagio per le osservazioni, ritenute attacchi personali fatti in modo soggettivo. Piki Pictures si è scusata subito dopo e MBC ha cancellato il video dell'incidente. Park ha chiuso l'anno eseguendo i successi passati delle 2NE1 in un concerto da solista, un anno dopo lo scioglimento del gruppo.
Park ha ottenuto il suo primo ruolo sul grande schermo nell'adattamento cinematografico del popolare webtoon Cheese in the Trap, nel ruolo della migliore amica della protagonista, Jang Bo-ra. Il film è stato presentato in esclusiva nelle sale CGV il 14 marzo e si è piazzato tra i primi cinque posti al box office del fine settimana. A questo è seguito un ruolo da protagonista in un film d'azione indie sui vampiri diretto da Lee Won Jun, intitolato 107th Year of Night, che ha vinto la categoria "Foreign Suspense Thriller Award" all'International Horror Hotel Festival 2018 per la divisione cortometraggi a Cleveland, Ohio, Stati Uniti. Nel corso dell'anno Park ha continuato ad apparire regolarmente in televisione con Mimi Shop, Borrowing Trouble e Real Man 300 della MBC.
Nel gennaio 2019, Park ha fatto da ospite speciale e da supporto al compagno di etichetta Seungri durante le date del suo tour a Hong Kong e Manila per il The Great Seungri tour. Nello stesso mese, Park è diventata co-conduttrice fissa del talk show tutto al femminile Video Star. Più tardi, Park si è riunita con l'ex compagna di band delle 2NE1 Park Bom per il suo nuovo singolo Spring, pubblicato il 13 marzo.  Park è anche diventata giudice e consulente di Stage K, un varietà televisivo di sfide K-pop, che ha debuttato nell'aprile 2019. Nel 2020, Park ha fatto il suo debutto musicale con l'adattamento teatrale del dramma Another Oh Hae-young, trasmesso su TVN, e ha avuto un cameo nel melodramma Shall We Have Dinner Together come paziente che cerca un aiuto fisiologico per rimediare alle sue abitudini alimentari. Successivamente, è anche diventata conduttrice di un programma coreano Idol League con il leader dei BTOB Eunkwang.
Nel marzo 2021 è stato rivelato il cast di una sitcom interattiva intitolata On Air - The Secret Contract, che include Park nel ruolo della protagonista femminile Shin Woo-ri, una scrittrice che conosce il segreto di DJ Aaron, un top idol arrogante interpretato dall'attore Hong Joo-chan. Il 14 maggio 2021 è stato annunciato che Park ha lasciato la YG Entertainment in quanto il suo contratto esclusivo è scaduto. Il 1º settembre 2021, la Abyss Company ha annunciato che Park ha firmato un contratto di esclusiva con l'agenzia. Il 23 giugno 2023, Park ha annunciato che il suo EP autoprodotto intitolato Sandara Park sarebbe stato pubblicato il mese successivo, il 12 luglio. Nel novembre 2024, Park torna nuovamente nelle Filippine come parte del Welcome Back Tour delle 2NE1 alla SM Mall of Asia Arena.

## Impatto

### Immagine pubblica
Sandara Park è considerata una delle figure di spicco nella diffusione dell'onda coreana nelle Filippine. La rivista SunStar ha scritto che il successo di Park nel Paese "ha suscitato un enorme interesse per la musica coreana tra i filippini, portando alla diffusione della cultura coreana e a un legame con il popolo delle Filippine". È stata paragonata alla cantante sudcoreana BoA a causa del successo similie tra le due, dato che BoA è stata la prima artista coreana a sfondare nel mercato giapponese. Nelle Filippine è stata soprannominata "Pambansáng Krung Krung" (che significa "pazza nazionale" o "personalità unica") e la sua popolarità nella regione è paragonata a quella del comico Yoo Jae-suk in Corea del Sud.
Nella cultura popolare, Sandara è l'icona del "baby-face" tra le celebrità e il pubblico, ovvero un individuo che sembra più giovane della sua età reale. Nonostante sia nata all'inizio degli anni '80, Sandara è nota per aver superato e battuto altri concorrenti nei sondaggi, spesso con un grande divario di età, guadagnandosi così il soprannome di "vampiro" per la sua pelle e il suo aspetto giovanile. Park è divenuta nota per le sue proporzioni facciali, chiamate "il rapporto aureo" dai chirurghi plastici. A testimonianza della qualità della sua pelle, è stata descritta come una scelta popolare sia per i pubblicitari che per i consumatori, che sarebbero stati attratti dal suo viso chiaro e apparentemente senza pori. Nel 2012 è stata annunciata come una delle donne più belle del suo tempo (anni '80).

### Stile
Park presenta alcuni degli stili più iconici e memorabili dell'industria coreana, che vanno dal suo caratteristico trucco degli occhi a coda, alle acconciature e agli abiti audaci. Etichettata come una pioniera delle tendenze non convenzionali, la sua prima apparizione in Lollipop con l'acconciatura "a palma" è diventata lo stile più famoso e ampiamente parodiato nel 2009 e rimane un pezzo iconico del K-pop. In particolare, il suo look del 2012, per il quale si era rasata una parte dei suoi caratteristici capelli per il singolo promozionale delle 2NE1 I Love You, ha attirato una massiccia attenzione da parte dei media e ha suscitato inizialmente reazioni contrastanti, ma è stato comunque apprezzato per il suo fattore di shock e per lo stile contraddittorio rispetto al tipico look da girl-group. Lo stile è considerato la sua trasformazione più degna di nota.

## Altre attività

### Approvazioni e collaborazioni
Park è uno dei volti più richiesti sia nelle Filippine che in Corea del Sud, essendo apparsa in molti spot televisivi e pubblicità su carta stampata nel corso della sua carriera. L'enorme popolarità di Park l'ha portata a firmare immediatamente molti contratti di sponsorizzazione filippini e stranieri, che spaziano dai prodotti per la cura della persona e alimentari agli articoli di uso quotidiano al termine della competizione. La sua prima sponsorizzazione è stata quella delle penne Dong-A. Insieme ad altri finalisti di Star Circle Quest, Park ha fatto da modella e da testimonial per BNY Jeans nel 2004. È stata il volto di Tekki Asian Classic Noodles e ha contribuito a promuovere Canon, famoso marchio giapponese di macchine fotografiche che vuole consolidare il proprio potere nelle Filippine. Ha in seguito sponsorizzato il marchio di assorbenti Confident e lo shampoo Rejoice. Oltre alle pubblicità dello shampoo, Park ha anche contribuito con un singolo per accompagnare il marchio. Park ha anche fatto una campagna per Maxi-Peel con Kristine Hermosa. Dopo il rilancio della sua carriera come membro delle 2NE1, Sandara ha sponsorizzato marchi locali di alto profilo senza il gruppo. Nel 2009 è stata la testimonial della serie di birre Cass della Oriental Brewery, una delle bevande alcoliche più famose della Corea, insieme all'attore Lee Min-ho. Per promuovere la birra, sono stati pubblicati un video musicale e una canzone che hanno attirato l'attenzione a livello nazionale.

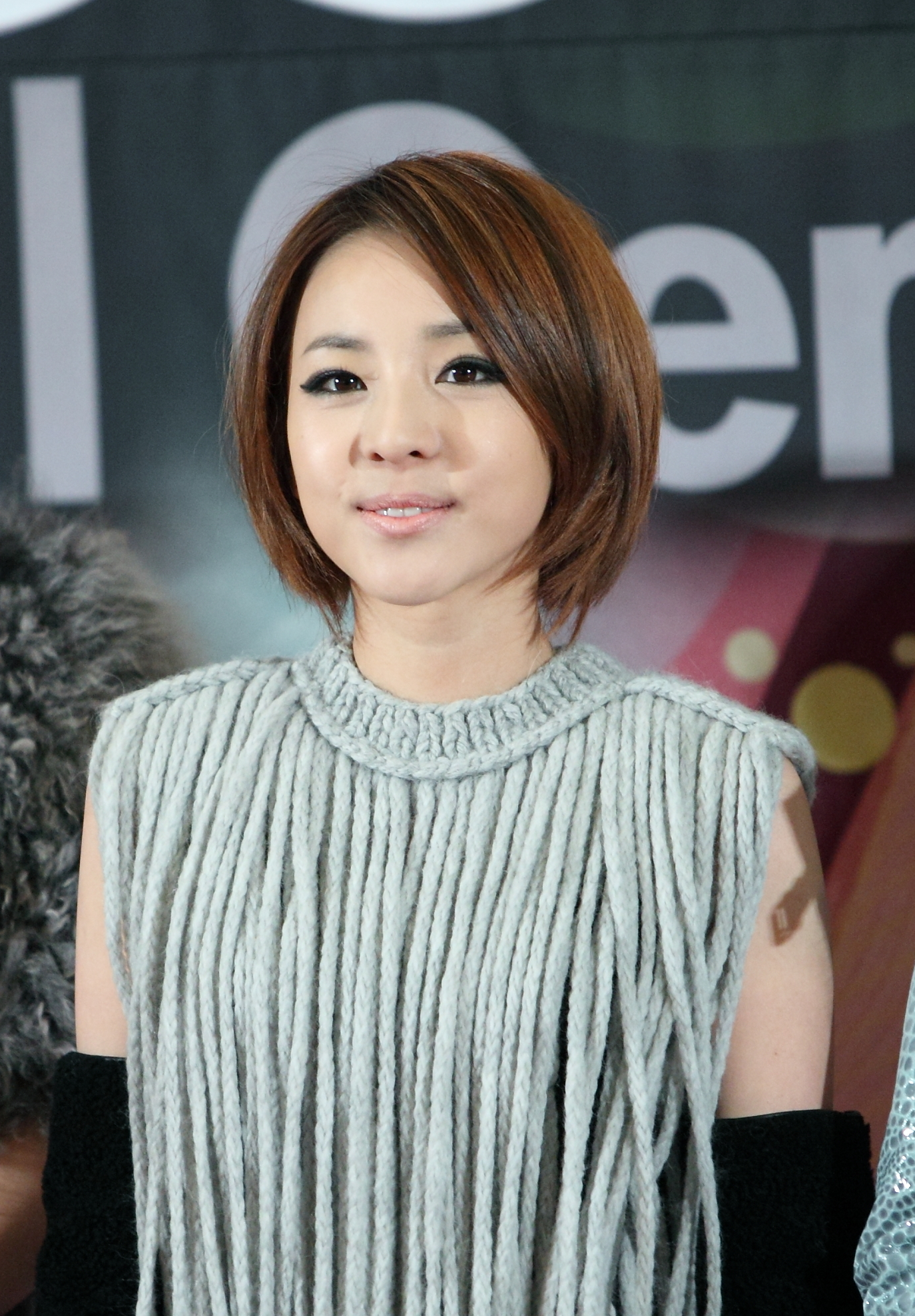
L'aspetto “giovanile” di Park l'ha portata ad appoggiare diversi prodotti cosmetici.

Mentre promuoveva insieme alle 2NE1 un contratto di sponsorizzazione con la Nikon Corporation, sussidiaria della Mitsubishi, Park è stata scelta come modella principale per la nuova fotocamera Nikon Coolpix p300. Dongkook Kim, brand manager di Nikon Korea, ha dichiarato che l'ingaggio di Park avrebbe aumentato l'attrattiva dei suoi prodotti motivando gli acquirenti ad acquistare i suoi articoli. Dopo il debutto della sua campagna, l'azienda ha registrato un massiccio aumento delle vendite che l'ha posta solo dietro Samsung, il più grande conglomerato commerciale della Corea del Sud, per l'anno 2012. L'azienda ha poi dato un nome alla fotocamera, "Sandara Digicam", in omaggio all'artista. Park è anche nota per essere la testimonial di marchi di make-up. Nonostante avesse già collaborato con Etude House nel 2010 insieme al suo gruppo, il marchio di make-up ha cercato di continuare a collaborare con lei per altri due anni, nella convinzione che la sua immagine avrebbe esercitato una buona influenza sui potenziali acquirenti. Nel corso della sua collaborazione con Etude, il marchio è stato in grado di competere con popolari aziende di make-up locali ed è stato lanciato verso il successo internazionale. Un ombrello chiamato "Sweet Bunny" è stato reso disponibile online e nei negozi per essere dato agli acquirenti che pagavano un certo numero di articoli. Lo speciale limitato non solo ha incrementato le vendite di Etude House, ma ha anche attirato una base di consumatori stranieri che, pochi istanti dopo che Park è stata vista con in mano l'articolo, hanno visitato i negozi sudcoreani appositamente per acquistare l'ombrello, dove è stato acquistato in tutti i colori. In una settimana, Etude House ha venduto oltre 40.000 ombrelli, esaurendo il prodotto. Un rappresentante dell'azienda ha descritto le reazioni del pubblico come "sorprendenti". Il marchio di makeup ha vinto diversi premi web per i risultati ottenuti nel marketing, nei servizi e nel makeup.
Nel 2013, Sandara è diventata la nuova modella di trucco per Clio, un'affermata azienda di makeup fondata nel 1993. Subito dopo, i siti hanno registrato un aumento delle vendite e la sua collezione intitolata "bloody series" è diventata un top-seller. L'anno successivo, il mascara dell'azienda, Salon de Cara, è stato lanciato con Park come modello e ha esaurito 130.000 unità del suo stock iniziale a livello nazionale in tre settimane. Nei mesi successivi il mascara ha venduto ben 300.000 unità; perciò, il 14 novembre seguente, si è tenuto un firmacopie per ringraziare gli acquirenti. Clio ha poi chiuso l'anno con quattro premi, tre dei quali sono stati assegnati a Park.
Nel 2015, Park si è unita a top model del calibro di Cara Delevingne, Sean O'Pry e Kendall Jenner come ambasciatrice di Penshoppe. L'anno successivo, Park e G-Dragon sono stati scelti come modelli esclusivi per il marchio di cosmetici Moonshot, lanciato in precedenza da YG Plus nel 2014, una società controllata da YG Entertainment. Pochi giorni dopo il lancio dei prodotti rilasciati con il loro nome, il prodotto è andato esaurito e si è reso necessario un rifornimento immediato. Un rappresentante di Moonshot ha fatto notare che era la prima volta che i loro prodotti lasciavano i negozi a un ritmo così elevato e che le prenotazioni complessive erano aumentate notevolmente. Nel giugno 2016, Park è diventata la nuova testimonial del marchio americano di shampoo Head & Shoulders. È diventata ambasciatrice dell'amicizia Corea-Filippine nel 2017 e ambasciatrice delle relazioni pubbliche della Community Chest of Korea nel 2023.
Oltre alle sue sponsorizzazioni da solista, Park ha sponsorizzato insieme al gruppo Adidas, 11st, Intel, Baskin-Robbins, il marchio sportivo italiano Fila, Samsung, Yamaha, Bean Pole e Nintendo Wii.

### Filantropia
Park si offre regolarmente come volontaria per l'evento annuale di beneficenza di Sean, il suo compagno di etichetta, ogni Capodanno. Nel novembre 2013, Dara e suo fratello hanno dato il loro sostegno alla campagna "WEGENERATION" per aiutare i sopravvissuti al tifone Yolanda. Avendo da tempo considerato le Filippine la loro seconda casa dopo avervi trascorso l'infanzia, i fratelli Park hanno risposto alla situazione disperata collaborando con WEGENERATION e con l'organizzazione benefica "World Share" per lanciare un sistema di raccolta fondi online per gli aiuti di emergenza. A gennaio, hanno raccolto un totale di 3 milioni di won (equivalenti a 116.721 pesi filippini) per i sopravvissuti.
Nel 2016 ha prestato i suoi servizi al Purme Foundation Children's Rehabilitation Hospital, donando ai bambini i regali che i fan le hanno fatto nel corso degli anni. Nell'ottobre 2020, Park ha donato 30.000 mascherine alla Korea Children's Incurable Disease Association, a WE START e alla Korea Pediatric Cancer Foundation. Le mascherine sono state donate ai bambini malati di cancro per proteggersi dal COVID-19.

## Vita privata
Durante una visita promozionale con le 2NE1, Park è stata colpita dal terremoto e maremoto del Tōhoku che hanno devastato il Giappone nel 2011. Sentendosi male, al momento del terremoto Park era rimasta al 34° piano dell'hotel in cui alloggiava con gli altri membri del gruppo. È riuscita a contattare CL con il telefono dell'albergo, spingendola a salire diverse rampe di scale per soccorrerla. Assistiti da un membro del personale, sono scesi per 34 rampe e sono stati trasferiti in un luogo più sicuro. Grazie a questa storia, CL e Park Sandara sono state inserite nella lista di Fuse delle "18 amicizie femminili nella musica".

## Discografia

### Da solista

#### EP
- 2004 – Sandara
- 2023 – Sandara Park

#### Singoli
- 2004 – In Or Out
- 2005 – Walang Sabit
- 2006 – Ang Ganda Ko
- 2009 – Kiss (feat. CL)
- 2023 – Festival
- 2024 – 2 Proud (con Apl.de.ap)

#### Collaborazioni
- 2009 – Hello (G-Dragon feat. Park Sandara)
- 2016 – Love Love Love (Epik High feat. Park Sandara)
- 2019 – Spring (Park Bom feat. Park Sandara)
- 2019 – First Snow (Park Bom feat. Park Sandara)
- 2023 – Reset (Acer Philippines feat. SB19 e Park Sandara)

#### Colonne sonore
- 2015 – Two of Us (feat. Kang Seung-yoon, U-ri he-eo-jyeo-sseo-yo OST)
- 2015 – We Broke Up (feat. Kang Seung.yoon, U-ri he-eo-jyeo-sseo-yo)
- 2016 – Always For You (Angels feat. Park Sandara, Jang Na-ra, Yoo Da-in, Yoo In-na e Seo In-young, Hanbeon deo haepiending OST)
- 2017 – Song of Memory (feat. Han Jae-suk, Wonseuteb OST)
- 2017 – One Step (Wonseuteb OST)

### Con le 2NE1
- 2010 – To Anyone
- 2012 – Collection
- 2014 – Crush

## Filmografia

### Cinema
- Bcuz Of U (2004)
- Volta (2004) – cameo
- Can This Be Love (2005)
- D' Lucky Ones (2006)
- Super Noypi (2007)
- Girlfriends (걸프렌즈) (2009) – cameo
- My Ex and Whys (2017) - cameo
- One Step (2017)
- 107th Year of Night (2018)
- Cheese in the Trap (2018)

### Televisione
- Krystala – serie TV (2004)
- SCQ Reload: OK Ako! – serie TV (2004)
- Maalaala Mo Kaya – serie TV (2005)
- SCQ Reload: Kilig Ako! – serie TV (2005)
- Star Magic Presents - serie TV, 2 episodi (2006)
- Crazy for You – serie TV (2006)
- Komiks - serie TV (2006)
- Style (스타일) – serie TV (2009) – cameo
- Dor-a-on Iljimae (돌아온 일지매) – serie TV (2009)
- Producer (프로듀사) – serie TV, episodi 4-5-12 (2015)
- Missing Korea – serie TV (2015)
- One More Happy Ending – serie TV, episodio 1 (2016) – cameo
- Dinner Mate – serie TV, episodio 11 (2020) – cameo

### Programmi televisivi
- My Name is Sandara Park (내 이름은 산다라 박) (2004)
- ASAP Fanatic (2004)
- Sandara's Romance (2004)
- Farewell Lovers: A Lover in Paris Special (2005)
- Ang Pambansang Krung-Krung ng Pilipinas (2005)
- Voltes V (2006)
- Nuts Entertainment (2006)
- Gudtaym (2006)
- O-Ha! (2006)
- 2NE1 TV (2009)
- Two Yoo Project Sugar Man (2015)
- Pinoy Boyband Superstar (2016)
- Get It Beauty (2017)
- Living Together in Empty Room (2017)
- Relationship Appeal (2017)
- All Broadcasting in the World (2017)
- Mimi Shop (2018)
- Borrow Trouble (2018)
- Real Man 300 (2018)
- Video Star (2019)
- Stage K (2019)
- Idol League: Season 3 (2020)
- Celebeauty Season 3 (2021)
- Be the Next: 9 Dreamers (2025)

## Riconoscimenti
| Anno | Evento                           | Premio                                                               | Ricevente                                             | Risultato       |
| ---- | -------------------------------- | -------------------------------------------------------------------- | ----------------------------------------------------- | --------------- |
| 2005 | 21st PMPC Star Awards for Movies | Best New Actress                                                     | Bcuz of U                                             | Vincitore/trice |
| 2005 | PARI                             | Gold Award                                                           | Sandara                                               | Vincitore/trice |
| 2005 | Golden Screen TV Awards          | Best Performance by an Actress in a Leading Role (Musical or Comedy) | Can This Be Love                                      | Candidato/a     |
| 2006 | Golden Screen TV Awards          | Best Actress                                                         | N.D.                                                  | Candidato/a     |
| 2006 | PARI                             | Platinum Award                                                       | Sandara (self-titled album)                           | Vincitore/trice |
| 2010 | TVCF Advertisement Awards        | CF Model of the Year                                                 | Nikon                                                 | Candidato/a     |
| 2010 | Philippines Kpop Convention      | Hottest Female Star                                                  | N.D.                                                  | Vincitore/trice |
| 2011 | TVCF Advertisement Awards        | CF Model of the Year                                                 | Etude House                                           | Candidato/a     |
| 2012 | TVCF Advertisement Awards        | CF Model of the Year                                                 | Etude House                                           | Candidato/a     |
| 2012 | Philippines Kpop Convention      | Hottest Female Star                                                  | N.D.                                                  | Vincitore/trice |
| 2015 | KWeb Festival                    | Best Actress                                                         | Dr. Ian                                               | Vincitore/trice |
| 2016 | KWeb Festival                    | Best Actress                                                         | Missing Korea                                         | Candidato/a     |
| 2017 | MBC Entertainment Awards         | Best Artist Award                                                    | Insolent Housemates All Broadcasting Around The World | Candidato/a     |
| 2017 | MBC Entertainment Awards         | Best Couple Award                                                    | Insolent Housemates                                   | Candidato/a     |
| 2018 | ELLE's Style Awards              | Trend Entertainer Award                                              | N.D.                                                  | Vincitore/trice |